# I Musicisti y las óperas históricas
I Musicisti y Las Óperas Históricas es un espectáculo teatral de humor musical del grupo de instrumentos informales I Musicisti, estrenado el 8 de mayo de 1967 en el Instituto Di Tella, de Buenos Aires. Se representó en unas 57 funciones, siendo la última el 4 de septiembre de 1967. En esa fecha, I Musicisti se dividió y nació el grupo Les Luthiers.

## Instrumentos estrenados
En este espectáculo se estrenaron dos instrumentos:
- Dactilófono o Máquina de tocar en las 2 Canciones Levemente Obscenas. Su intérprete era Gerardo Masana.
- Cello Legüero en Piazzolísimo. Su intérprete era también Gerardo Masana.

## Créditos
- Director: Gerardo Masana
- Integrantes de I Musicisti:

Daniel Durán

Horacio López

Guillermo Marín

Jorge Maronna

Gerardo Masana

Marcos Mundstock

Carlos Núñez Cortés

Raúl Puig

Daniel Rabinovich

Jorge Schussheim

- Reparto:

Nicolás Amati: Jorge Maronna

Antonio Stradivarius: Horacio López

Francisco I de Francia: Daniel Rabinovich

Conde Salvador: Marcos Mundstock

Antonina, su Esposa: Ana María Osorio

Bonifacio, hijo de ambos: Jorge Schussheim

Rafaello: Guillermo Marín

Rosendo, el mozo: Gerardo Masana

Thales de Mileto: Carlos Núñez Cortés

Segismundo Freud: Raúl Puig

Un oscuro personaje: Daniel Durán

- Texto conferencia: Raúl Puig
- Relatos: Marcos Mundstock
- Piano: Carlos Núñez Cortés

- Escenografía: Horacio López
- Coreografía: Jorge Schussheim
- Vestuario: Rolando Fabián
- Realización del vestuario: Leonor Puga Sabaté
- Fotografía: Pedro Roth

- Dirección musical: Gerardo Masana
- Libro y dirección general: Marcos Mundstock

- Asesor: César Bolaños
- Compaginación y operador de sonido: Enrique Jorgensen
- Técnico de sonido: Walter Guth
- Operador de luces: Francisco Cortese
- Supervisión técnica: Fernando von Reichenbach

## Programa
1. Amati y Stradivarius
(Vals para contrachitarrone y serrucho)
2. El Rey Está Enojado
(Arietta)
3. Il Figlio Del Pirata
(Opereta cómica) 1.ª parte
4. El Rey Está Enojado
(Conclusión)
5. Si tres o más
(Divertimento matemático)
6. Il Figlio Del Pirata
2.ª parte
7. Conferencia De Siegmund Freud
(Conferencia psicoanalítica)
8. Piazzolíssimo
(Tango)
9. Il Figlio Del Pirata
3ª parte
10. Canción a La Cama Del Olvido
(Canción levemente obscena)
11. Si Te Veo Junto al Mar
(Canción levemente obscena)
12. Si Tres o Más
(reprise)
13. Il Figlio Del Pirata
4ª parte

Nota: La obra "Si tres o más" luego sería rebautizada como "Teorema de Thales"

### Obras
1. Il figlio del pirata
(música: Carlo Mangiagalli - textos: Rafael Leopoldo Palomino de Guzmán y José de la Cuesta)
2. El rey está enojado
(música: Jorge Schusseim - textos: Carlos del Peral)
3. Si tres o más
(música: Carlos Núñez Cortés - textos: Carlos Núñez Cortés)
4. Piazzolísimo
(música: Gerardo Masana - textos: Marcos Mundstock)
5. Canciones levemente obscenas
(música: Gerardo Masana - textos: Marcos Mundstock)